# Carpodacus trifasciatus
El camachuelo tribarrado (Carpodacus trifasciatus) es una especie de ave paseriforme de la familia Fringillidae propia de las montañas del este de Asia.

## Distribución y hábitat
El camachuelo tribarrado cría en el oeste de China, en las montañas que rodean a la meseta tibetana, y pasa el invierno en el Himalaya oriental, llegando a las laderas de las montañas del norte de la India y Bután. Su hábitat natural son los bosques de las laderas de las montañas.